# Monumento a las víctimas de Lubin de 1982

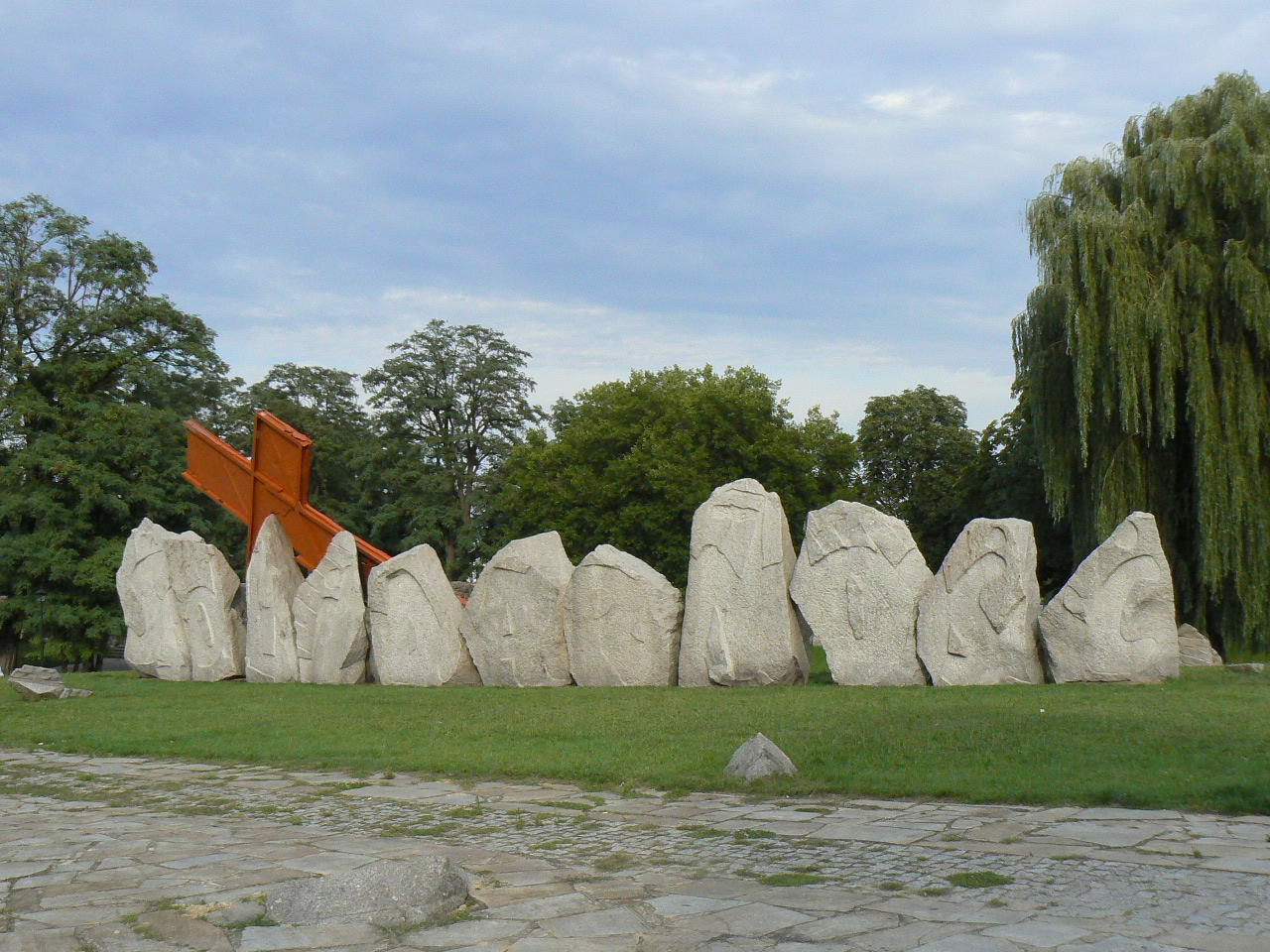
Monumento a las víctimas de Lubin de 1982

Monumento a las víctimas de Lubin de 1982 – inaugurado el 31 de agosto de 1992, en el décimo aniversario del Crimen de Lubin en la Colina del Castillo (Wzgórze Zamkowe) en Lubin, en el lugar cercano al cual ocurrieron los trágicos acontecimientos del 31 de agosto de 1982, cuando Milicja Obywatelska (policía de la República Popular de Polonia) reprimió una manifestación pacífica contra Stan Wojenny (el periodo de la Ley marcial en Polonia). Los agentes de policía en aquel entonces, mataron a tres personas de un tiro e hirieron a varias docenas.
A la ceremonia de inauguración del monumento asistió, entre otros, el cardenal Henryk Gulbinowicz.
El monumento está compuesto de 11 rocas. En cada una de ellas está grabado una letra. Todas juntas forman la palabra Solidarność. Tres rocas sostienen la cruz, en la que se han congelado las huellas de zapatos y neumáticos. El diseñador del monumento es Zbigniew Frączkiewicz. El concepto del autor asumía la creación, además del monumento principal, de unos más pequeños. El primero de los dos (una roca sosteniendo la cruz) está dedicado a Michał Adamowicz mientras el segundo (dos rocas sosteniendo la cruz) a Mieczysław Poźniak y Andrzej Trajkowski. Cada uno de los monumentos está colocado en el mismo lugar en el que estos hombres perdieron la vida. Además, cada roca está grabada con el nombre de la víctima precedido de la abreviatura ŚP (E.P.D), Poległ (Fallecido) 31.08.1982 y de las sentencias: Po tym jednym czynie osądźcie ich wszystkich (Con este acto juzgadlos a todos, en memoria de Michał Adamowicz); Milczą, a jednak wołają (Guardan silencio aunque gritan, en memoria de Mieczysław Poźniak y Andrzej Trajkowski). 

## Ubicación
El monumento está ubicado en la Colina del Castillo (Wzgórze Zamkowe; accesible desde la plaza del mercado por las calles Piastowska o Bolesława Chrobrego) en la distancia de aproximadamente 150 metros del ayuntamiento. La roca en memoria de Michał Adamowicz se encuentra cerca de la Colina del Castillo (Wzgórze Zamkowe) frente a la pasarela sobre el río Baczyna, mientras que las rocas en memoria de Mieczysław Poźniak y Andrzej Trajkowski se ubican en el cruce de las calles Wrocławska y Odrodzenia (aprox. 150 metros del ayuntamiento, accesible por la calle Odrodzenia). Los autobuses del transporte público van a las cercanías de la Colina del Castillo (Wzgórze Zamkowe) y de la plaza del mercado (Rynek). Páradas más cercanas: ¨Cuprum Arena – Kopernika¨ y ¨Paderewskiego – rondo¨.  

## Galería

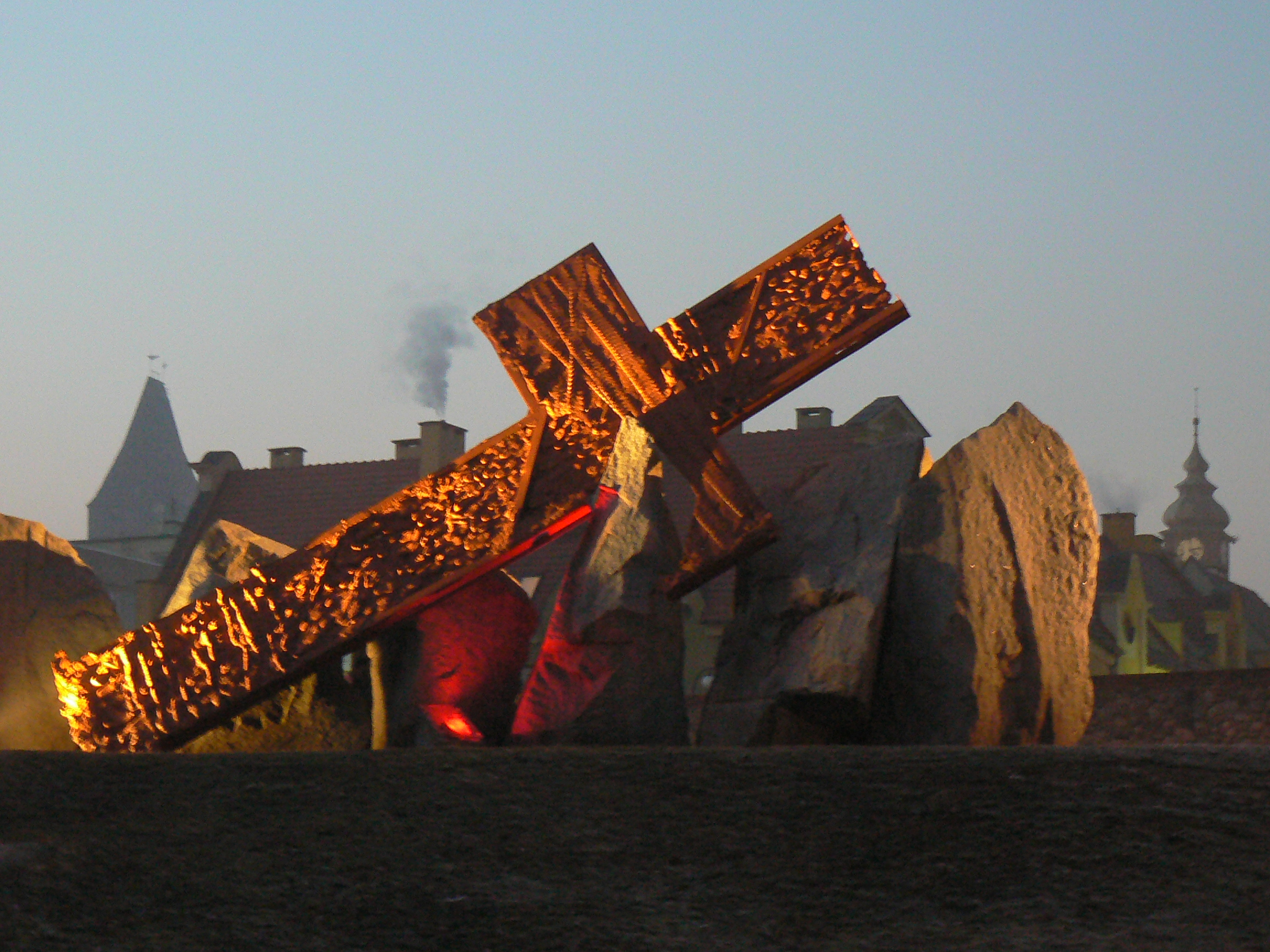
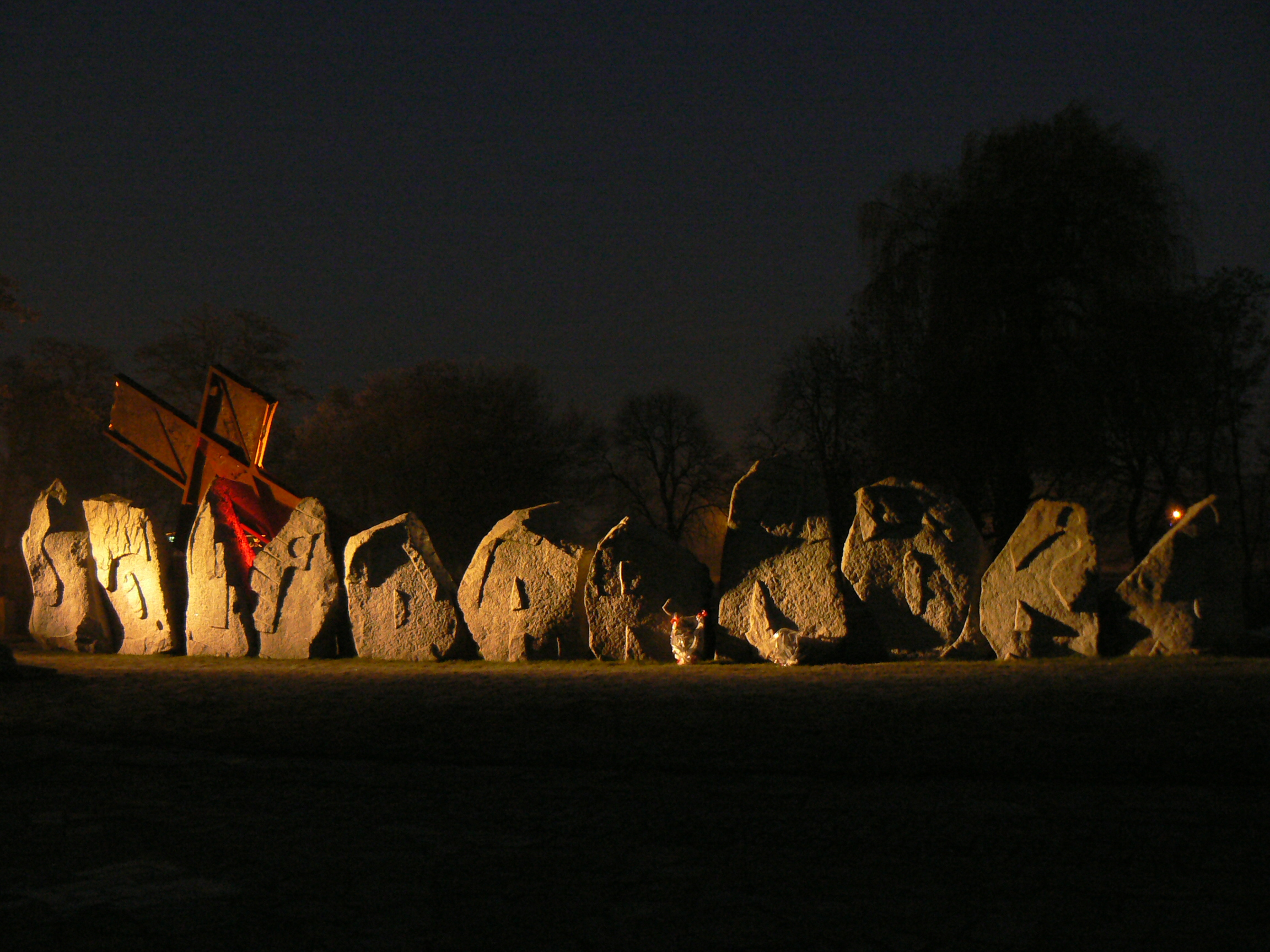
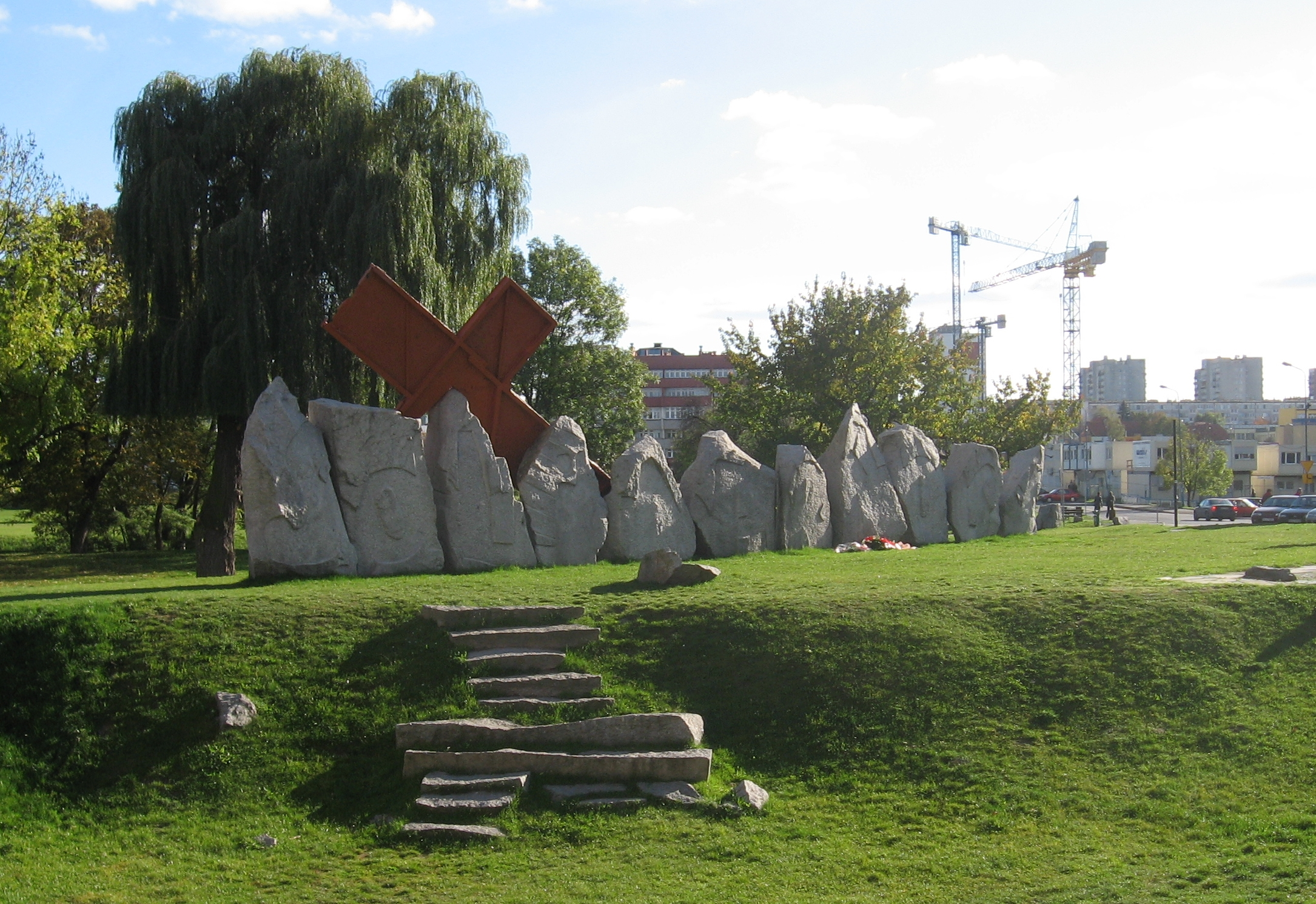
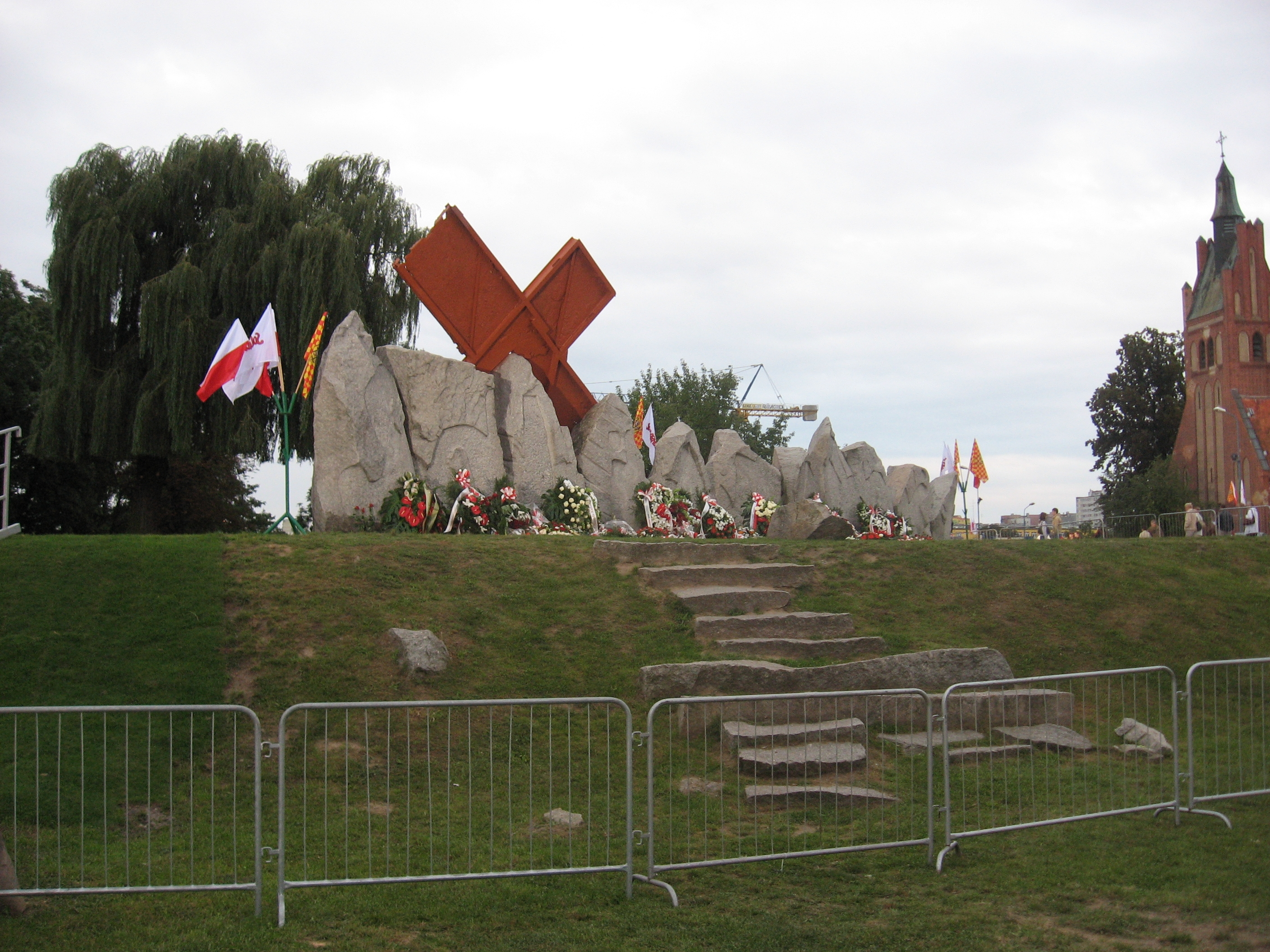